# El agua
El agua es una película dramática de 2022 con elementos de realismo mágico debut de la directora Elena López Riera y protagonizada por Luna Pamies, Bárbara Lennie y Nieve de Medina. Es una producción conjunta suizo-española-francesa. Obtuvo 2 nominaciones en los Premios Goya.

## Sinopsis
Es verano en un pequeño pueblo del sureste de España. Una tormenta amenaza con volver a desbordar el río que lo atraviesa. Una vieja creencia popular afirma que algunas mujeres están predestinadas a desaparecer con cada nueva inundación porque tienen “el agua adentro”.
Ana (Luna Pamies) vive con su madre (Bárbara Lennie) y con su abuela (Nieve de Medina) en una casa a la que el resto del pueblo mira con suspicacia. En medio de la atmósfera eléctrica que precede a la lluvia, Ana conoce a José (Alberto Olmo) a la vez que lucha por aventar a los fantasmas.

## Reparto
- Luna Pamies como Ana.[2]
- Bárbara Lennie como Isabella.[3]
- Nieve de Medina como Ángela.
- Alberto Olmo como José.[2]
- Pascual Valero como el padre de José.[4]
- Philippe Azoury.[4]
- Irene Pellicer como Cristina.
- Nayara García como Elena.
- Lídia Maria Cánovas como Maria.

## Producción
El guion fue escrito por Elena López Riera junto a Philippe Azoury.  En 2018 fue seleccionado en Ikusmira Berriak, programa de residencias del Festival de San Sebastián.
Coproducción entre Suiza, España y Francia, la película ha sido producida por Alina Film, Suica Films y Les Films du Worso, con el apoyo del Institut Valencià de Cultura, el ICAA, Creative Europe's MEDIA y con la participación de RTVE y À Punt Mèdia. El rodaje tuvo lugar en Orihuela y otras localizaciones de la provincia de Alicante entre abril y mayo de 2021. Giuseppe Truppi se hizo cargo de la dirección de fotografía mientras que Raphaël Lefèvre se encargó del montaje.

## Lanzamiento
La película tuvo su estreno mundial el 20 de mayo de 2022 en la sección paralela de la Quincena de Realizadores del Festival Internacional de Cine de Cannes de 2022. Se estrenó en Estados Unidos en el Festival Internacional de Cine de Toronto de 2022 como parte de la lista de películas 'Contemporary World Cinema'.
Filmin y Elastica Films obtuvieron los derechos de distribución para España, donde está previsto que la película se estrene en cines el 4 de noviembre de 2022.

## Recepción
Jonathan Holland de ScreenDaily consideró que la película era un "primer largometraje atrevido y de múltiples capas", y también escribió que "El agua es una película que siempre se siente cuidadosamente equilibrada al borde de lo surrealista, donde las cosas oscuras siempre parecen estar presionando".
Manu Yáñez de Fotogramas calificó la película con 4 de 5 estrellas, ensalzando el "atrevimiento" de Elena López Riera en el manejo y entrecruzamiento de los elementos de la película.
Elsa Fernández-Santos de El País consideró "sugerente" el primer largometraje como "una película donde lo arcano se hace visible de una manera sutil e interior".

## Palmarés

### Premios
| Año  | Premio                                 | Categoría                          | Receptor            | Resultado |        |
| ---- | -------------------------------------- | ---------------------------------- | ------------------- | --------- | ------ |
| 2022 | Festival de Cine de España de Toulouse | Violeta de Oro a la Mejor Película | El Agua             | Ganadora  | [ 18 ] |
| 2022 | Premios Berlanga                       | Mejor actriz de reparto            | Lidia María Cánovas | Nominada  | [ 19 ] |
| 2022 | Premios Berlanga                       | Mejor actor de reparto             | Pascual Valero      | Ganador   | [ 19 ] |
| 2022 | Premios Berlanga                       | Mejor actriz protagonista          | Luna Pamiés         | Ganadora  | [ 19 ] |
| 2022 | Premios Berlanga                       | Mejor dirección                    | Elena López Riera   | Nominada  | [ 19 ] |
| 2022 | Premios Berlanga                       | Mejor guion                        | Elena López Riera   | Nominada  | [ 19 ] |
| 2022 | Premios Berlanga                       | Mejor largometraje de ficción      | El Agua             | Nominada  | [ 19 ] |

### Festivales
| Año  | Festival                                           | Categoría                      |        |
| 2022 | Festival Internacional de Cine de Albacete Abycine | Abycine Indie                  | [ 20 ] |
| 2022 | Festival de Cine de España de Toulouse             | Competición – Nuevos Cineastas | [ 20 ] |
| 2022 | Festival de Cannes                                 | Quincena de Realizadores       | [ 20 ] |
| 2022 | Festival de Cine de Zúrich                         | Focus Competition              | [ 20 ] |
| 2022 | Festival Internacional de Cine de San Sebastián    | Zabaltegi-Tabakalera           | [ 20 ] |
| 2022 | Festival Internacional de Cine de Tokio            | Youth                          | [ 20 ] |
| 2022 | Festival Internacional de Cine de Toronto          | Contemporary World Cinema      | [ 20 ] |
| 2022 | Festival Internacional de Cine de Valdivia         | Cineastas en foco              | [ 20 ] |
| 2022 | New Horizons Film Festival                         | Competición Internacional      | [ 20 ] |
| 2022 | Muestra Internacional de Cine de São Paulo         | Competición Nuevos Directores  | [ 20 ] |
| 2022 | Festival Internacional de Cine de Viena            | Features                       | [ 20 ] |
| 2022 | Mostra de València                                 | Sesiones especiales            | [ 21 ] |